# Westernach (Mindel)

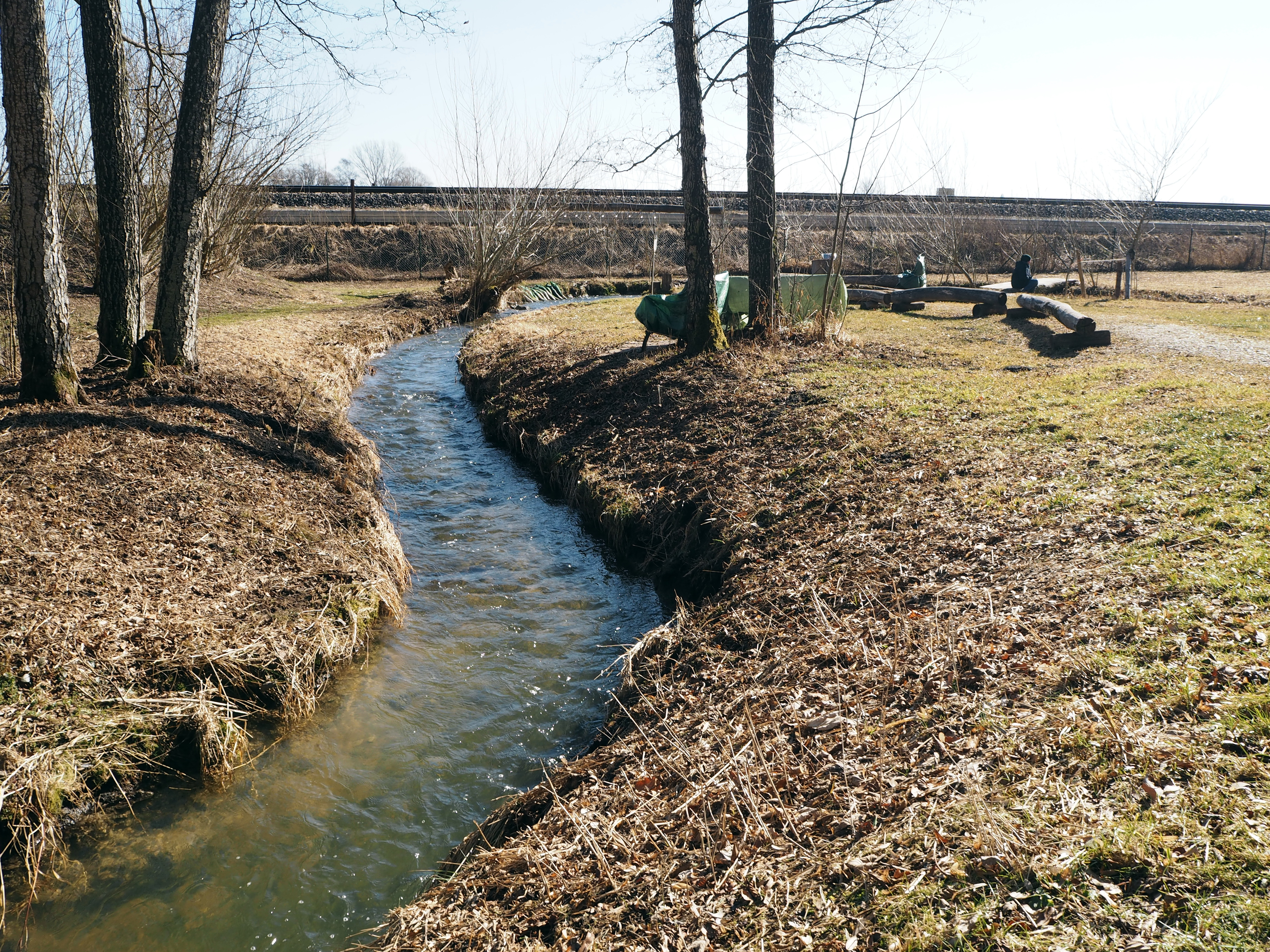
Der Brunnenbach, hier beim Naturlehrgarten Mindelheim, ist ein künstlich angelegter, von der der Westernach abzweigender Nebenarm

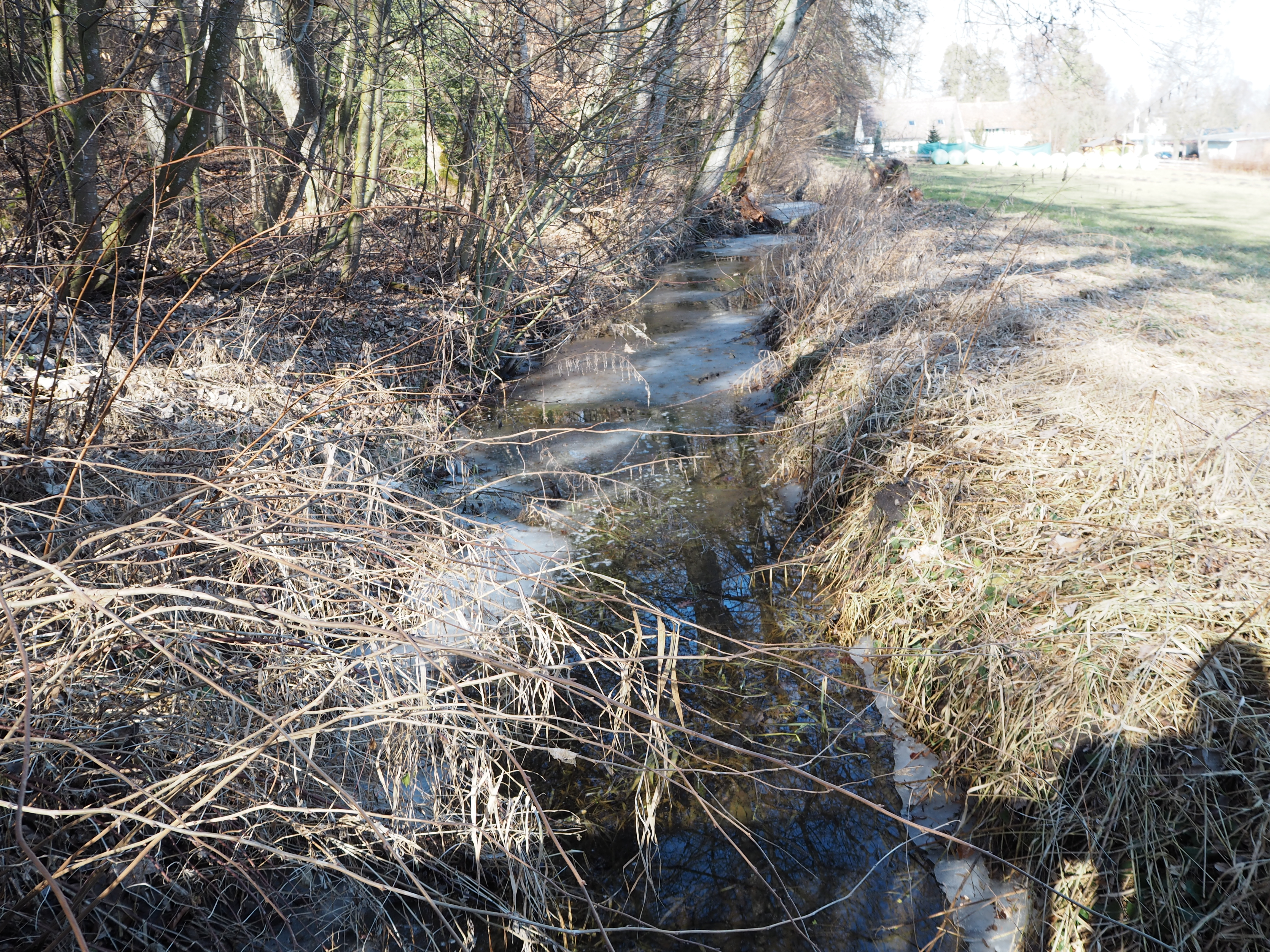
Der Papierbach leitet das Wasser der Hangquellen ab und fließt nördlich des Freibades in die Mindel

Die Westernach ist ein fast 16 Kilometer langer Bach im Landkreis Unterallgäu mit etwa nördlicher Laufrichtung. Sie entsteht auf 671 m ü. NHN südlich von Grünegg aus dem rechten Oberlauf Eßmühler Bach und dem linken, mit 4,3 km sowohl längeren wie auch mit 6,8 km² einzugsgebietsreicheren Oberlauf Katzbruier Bach, dessen Quelle auf etwa 730 m ü. NHN südöstlich des Markt Rettenbacher kleinen Dorfes Hinterbuchenbrunn liegt und damit höher als die des Eßmühler Bachs.
Am Mittellauf geht ein Nebenarm Brunnenbach westlich von Apfeltrach von der Westernach nach rechts ab und mündet auf etwa 607 m ü. NHN zwischen Gernstall und Mindelheim von links in die Mindel. Der Brunnenbach wurde vor etwa 200 Jahren als Kanal für eine heute nicht mehr bestehende Papiermühle auf der Höhe des heutigen Mindelheimer Freibads angelegt, er nahm damals auch den Abfluss der sogenannten Sieben Quellen auf. In späterer Zeit wurde der Lauf am heutigen Naturlehrgarten getrennt – der Brunnenbach fließt entlang der Bahnlinie noch südlich der Stadt in die Mindel, während der Quellabfluss des Hanges über den so genannten Papierbach am Standort der Papiermühle nördlich des Freibads in die Mindel fließt.
Zwischen der Abspaltung des Brunnenbachs und der Mündung des Auerbachs bei Unterauerbach wird die Westernach zu den Unggenrieder Weihern aufgestaut.
Sie mündet schließlich auf 578 m ü. NHN weniger als einen Kilometer unterhalb der Wiesmühle abwärts der Stadt Mindelheim von links in die Mindel. 

## Zuflüsse
- Magnusrinne (rechts)
- Auerbach (links)

## Orte an der Westernach
- in der Gemeinde Apfeltrach:
  - Grünegg
- in der Stadt Mindelheim:
  - Unggenried
  - Unterauerbach
  - Westernach